# Рух (Хожув)
«Рух Хо́жув» (пол. Ruch Chorzów) — професіональний польський футбольний клуб з міста Хожув.

## Історія
20 квітня 1920 року польськими жителями тодішньої німецької Верхньої Сілезії у Гайдуках (тепер мікрорайон Батори у Хожуві, до 1937 окрема місцевість) був організований клуб, який отримав назву «КС Рух Гайдуки» (німецькою «КС Рух Бісмаркгута»). Після приєднання регіону до Польщі німецькі клуби почали об'єднуватися з польськими. 7 січня 1923 року у результаті об'єднання Руху з ББК (нім. Bismarckhütter Ballspiel Club) появився клуб «КС Рух ББК Великі Гайдуки» (з 1 січня 1923 Гайдуки змінив назву на Великі Гайдуки). З 1933 року «Рух» чотири роки поспіль ставав чемпіоном.
У 1939 році після захоплення гітлерівськими окупантами Польщі німецька влада розформувала польські організації і клуби. На місці Руху був відновлений ББК, який у листопаді 1939 перейменовано на «Бісмаркгюттер СВ 99» (нім. Bismarckhütter Sport Vereinigung 1899 e.V).
Після Другої світової війни на початку 1945 року клуб відновив діяльність. Спочатку називався «КС Рух Хожув», у 1949 році рішенням польських влад змінив назву спочатку на «КС Хемік Хожув», потім на «ЗС Унія Хожув», а через шість років повернув історичну назву. У 1951 році «Рух Хожув» здобув свій перший Кубок. У 1968 році клуб по 8-річній перерві знову став чемпіоном і дебютував в європейських турнірах.
27 грудня 2004 року засновано Спортивну Спілку Акційну, яка прийняла «Рух». В 2017 році клуб спіткали фінансові проблеми, викликані діями попереднього керівництва, через що з команди почали знімати очки в турнірах, а самому клубу довелося пройти реструктуризацію боргів. Втім, владнання всіх організаційних негараздів навесні 2018 року не урятували команду від поступового вильоту до Третьої ліги за підсумками сезону 2018/2019 (четвертий польський дивізіон). 
Цього ж 2019 року президентом клубу став ексгравець «Руху» Северин Семяновський, а посаду віцепрезидент від вболівальників зайняв Марчін Стоклоса. З цього моменту почався поступовий підйом команди. За підсумками сезону 2020/2021 «Рух» виграв групу III Третьої ліги та підвищився до Другої ліги. Влітку 2021 року клуб не зумів владнати фінансові нюанси з головним тренером Лукашем Беретою, через що відбулися зміни на тренерській лавці. Берету змінив Ярослав Скробач, який спочатку через стикові матчі підняв «Рух» до Першої ліги, а потім там зайняв друге місце, що дає пряму путівку до Екстракляси. Так, після шести років у нижчих лігах «Рух» повернувся до еліти польського футболу. 

## Історія назв
- 20.04.1920: КС Рух Гайдуки (пол. KS [Klub Sportowy] Ruch Hajduki)
- 07.01.1923: КС Рух ББК Великі Гайдуки (пол. KS Ruch BBC Wielkie Hajduki)
- 1924: КС Рух Великі Гайдуки (пол. KS Ruch Wielkie Hajduki)
- 01.04.1939: КС Рух Хожув (пол. KS Ruch Chorzów)
- 02.09.1939: ББК (нім. Bismarckhütter Ballspiel Club)
- 12.11.1939: КС Бісмаркгюттер СВ 99 (нім. Bismarckhütter SV 99)
- 04.03.1945: КС Рух Хожув (пол. KS Ruch Chorzów)
- 1948: ЗКС Рух Хожув (пол. ZKS [Związkowy Klub Sportowy] Ruch Chorzów)
- 03.1949: КС Хемік Хожув (пол. KS Chemik Chorzów)
- 04.1949: ЗС Унія Хожув (пол. ZS Unia Chorzów)
- 04.1955: ЗКС Унія-Рух Хожув (пол. ZKS Unia-Ruch Chorzów)
- 10.1956: КС Рух Хожув (пол. KS Ruch Chorzów)
- 18.07.2002: КС Рух у Хожуві (пол. KS Ruch w Chorzowie)
- 27.12.2004: Рух Хожув ССА (пол. Ruch Chorzów SSA [Sportowa Spółka Akcyjna])
- 25.03.2008: Рух Хожув СА (пол. Ruch Chorzów SA)
- 31.10.2017: Рух Хожув СА в реструктуризації (пол. Ruch Chorzów SA w restrukturyzacji)[1]
- 07.04.2018: Рух Хожув СА (пол. Ruch Chorzów SA)

## Титули та досягнення
Чемпіонат Польщі
- Чемпіон (14): 1933, 1934, 1935, 1936, 1938, 1951, 1952, 1953, 1960, 1968, 1974, 1975, 1979, 1989
- Віцечемпіон (5): 1950, 1956, 1963, 1970, 1973

Кубок Польщі
- Володар (3): 1951, 1974, 1996
- Фіналіст (5): 1963, 1968, 1970, 1993 (дублери), 2009, 2012

Кубок Інтертото
- Фіналіст: 1998

## Виступи в єврокубках
| Сезон   | Змагання                     | Раунд |                    | Клуб             | Результат         |
| ------- | ---------------------------- | ----- | ------------------ | ---------------- | ----------------- |
| 1972–73 | Кубок УЄФА                   | 1Р    | Туреччина          | Фенербахче       | 3–0, 0–1          |
| 1972–73 | Кубок УЄФА                   | 2Р    | НДР                | Динамо Дрезден   | 0–1, 0–3          |
| 1973–74 | Кубок УЄФА                   | 1Р    | Німеччина          | Вупперталер      | 4–1, 4–5          |
| 1973–74 | Кубок УЄФА                   | 2Р    | НДР                | Карл Цейс        | 3–0, 0–1          |
| 1973–74 | Кубок УЄФА                   | 3Р    | Угорщина           | Будапешт Гонвед  | 0–2, 5–0          |
| 1973–74 | Кубок УЄФА                   | 1/4   | Нідерланди         | Феєнорд          | 1–1, 1–3          |
| 1974–75 | Кубок Європейських чемпіонів | 1Р    | Данія              | Відовре          | 0–0, 2–1          |
| 1974–75 | Кубок Європейських чемпіонів | 2Р    | Туреччина          | Фенербахче       | 2–1, 2–0          |
| 1974–75 | Кубок Європейських чемпіонів | 1/4   | Франція            | Сент-Етьєн       | 3–2, 0–2          |
| 1975–76 | Кубок Європейських чемпіонів | 1Р    | Фінляндія          | КуПС             | 5–0, 2–2          |
| 1975–76 | Кубок Європейських чемпіонів | 2Р    | Нідерланди         | ПСВ              | 1–3, 0–4          |
| 1979–80 | Кубок Європейських чемпіонів | 1Р    | НДР                | Динамо Берлін    | 1–4, 0–0          |
| 1989–90 | Кубок Європейських чемпіонів | 1Р    | Болгарія           | ЦСКА Софія       | 1–1, 1–5          |
| 1996–97 | Кубок володарів кубків       | КР    | Уельс              | Ллансантфрайд    | 1–1, 5–0          |
| 1996–97 | Кубок володарів кубків       | 1Р    | Португалія         | Бенфіка          | 1–5, 0–0          |
| 1998    | Кубок Інтертото              | 1Р    | Австрія            | Аустрія Відень   | 1–0, 2–2          |
| 1998    | Кубок Інтертото              | 2Р    | Швеція             | Ергрюте          | 1–2, 1–0          |
| 1998    | Кубок Інтертото              | 3Р    | Португалія         | Ештрела Амадора  | 1–1, 1–1          |
| 1998    | Кубок Інтертото              | 1/2   | Угорщина           | Дебрецен         | 1–0, 3–0          |
| 1998    | Кубок Інтертото              | Фінал | Італія             | Болонья          | 0–1, 0–2          |
| 2000–01 | Кубок УЄФА                   | КР    | Литва              | Жальгіріс        | 1–2, 6–0          |
| 2000–01 | Кубок УЄФА                   | 1Р    | Італія             | Інтернаціонале   | 0–3, 1–4          |
| 2010–11 | Ліга Європи                  | 1КР   | Казахстан          | Шахтар Караганда | 2–1, 1–0          |
| 2010–11 | Ліга Європи                  | 2КР   | Мальта             | Валетта          | 1–1, 0–0          |
| 2010–11 | Ліга Європи                  | 3КР   | Австрія            | Аустрія Відень   | 1–3, 0–3          |
| 2012–13 | Ліга Європи                  | 2КР   | Північна Македонія | Металург Скоп'є  | 3–1, 3–0          |
| 2012–13 | Ліга Європи                  | 3КР   | Чехія              | Вікторія Пльзень | 0–2, 0–5          |
| 2014–15 | Ліга Європи                  | 2КР   | Ліхтенштейн        | Вадуц            | 3–2, 0–0          |
| 2014–15 | Ліга Європи                  | 3КР   | Данія              | Есб'єрг          | 0–0, 2–2          |
| 2014–15 | Ліга Європи                  | ПО    | Україна            | Металіст Харків  | 0–0, 0–1 (дод.ч.) |

## Основний склад
Відповідно до сайту клубу станом на 24 квітня 2023 року 
| №  | Поз. | Нац.   | Гравець             |
| -- | ---- | ------ | ------------------- |
| 22 | ВР   | Польща | Віктор Русін        |
| 82 | ВР   | Польща | Якуб Бєлєцький      |
| 99 | ВР   | Польща | Якуб Особіньський   |
| 2  | ЗХ   | Польща | Конрад Касолік      |
| 4  | ЗХ   | Польща | Пшемислав Шур       |
| 21 | ЗХ   | Польща | Мацей Садлок        |
| 25 | ЗХ   | Польща | Павел Барановський  |
| 71 | ЗХ   | Польща | Ремігюш Шивач       |
| 98 | ЗХ   | Польща | Філіп Навроцький    |
| 5  | ПЗ   | Польща | Томаш Вуйтович      |
| 6  | ПЗ   | Польща | Томаш Свендровський |
| 7  | ПЗ   | Польща | Якуб Пьонтек        |
| 8  | ПЗ   | Польща | Патрик Сікора       |
| 10 | ПЗ   | Польща | Томаш Фошманьчик    |

| №  | Поз. | Нац.   | Гравець              |
| -- | ---- | ------ | -------------------- |
| 13 | ПЗ   | Польща | Лукаш Монета         |
| 14 | ПЗ   | Польща | Лукаш Яношка         |
| 15 | ПЗ   | Польща | Якуб Вітек           |
| 16 | ПЗ   | Чехія  | Ян Седлак            |
| 17 | ПЗ   | Польща | Пшемислав Май        |
| 20 | ПЗ   | Польща | Міколай Квєтнєвський |
| 26 | ПЗ   | Польща | Каспер Міхальський   |
| 77 | ПЗ   | Польща | Каспер Сквєржинський |
| 9  | НП   | Польща | Шимон Кобусиньський  |
| 11 | НП   | Польща | Ігор Стасіньський    |
| 19 | НП   | Польща | Міхал Фелікс         |
| 23 | НП   | Польща | Артур Плонсковський  |
| 95 | НП   | Польща | Даніель Щепан        |